# Peter Paul Rubens

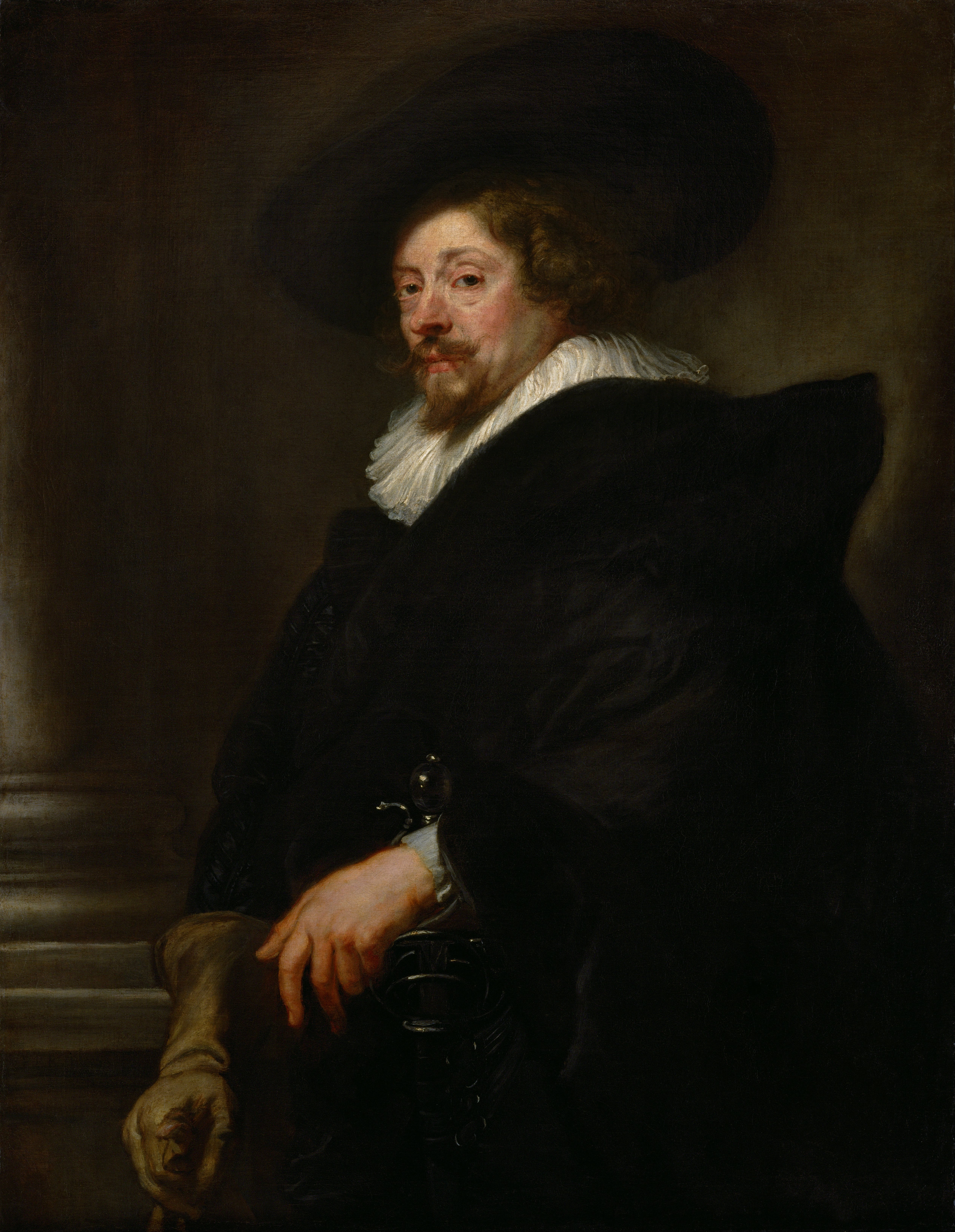
Önarcképe (1639 körül)

Sir Peter Paul Rubens (Siegen, Vesztfália, 1577. június 28. – Antwerpen, 1640. május 30.) flamand festőművész, Rembrandt mellett kora művészetének legjelentősebb alakja, a 17. századi flamand festészet egységes arculatának megteremtője. Sajátosan egyéni stílusa nagy hatást gyakorolt az európai festészet fejlődésére. Követként politikai feladatokat is sikerrel megoldott.

## Élete
Apja, Jan Rubens kereskedő és városi tisztviselő volt, akire a hatóságok gyanakodni kezdtek, hogy valószínűleg kálvinista, ezért menekülnie kellett Antwerpenből. Orániai Vilmossal együtt érkezett Kölnbe, ahol a híresztelések szerint nemcsak titkára, hanem szeretője is lett Szász Annának, Orániai Vilmos feleségének. Börtönbe vetették, és csak felesége, Maria Pypelinckx közbenjárására engedték ki két év múlva, azzal a feltétellel, hogy eltávozik Kölnből. Így kerültek a vesztfáliai Siegenbe, ahol a család hatodik, utolsó gyermekeként 1577. június 28-án megszületett Paul Rubens.
Még ebben az évben visszaköltözhettek Kölnbe, és Rubens itt kezdte meg tanulmányait. Apja 1587-ben meghalt, és a család visszatért Antwerpenbe. Az antwerpeni jezsuita iskolában fordult figyelme az antik kultúra, a görög-római művészet felé. Átlagon felüli képzettséget szerzett, anyanyelvén kívül öt nyelven beszélt kitűnően, köztük olaszul anyanyelvi szinten. Kilenc évig egy grófnő szolgálatában állt, s mellette 1590-től Tobias Verhaegt antwerpeni tájképfestő műhelyében segéd, majd Adam van Noortnál és Otto van Veennél tanult. 1598-ban a Szent Lukács-céh mesterré választja.

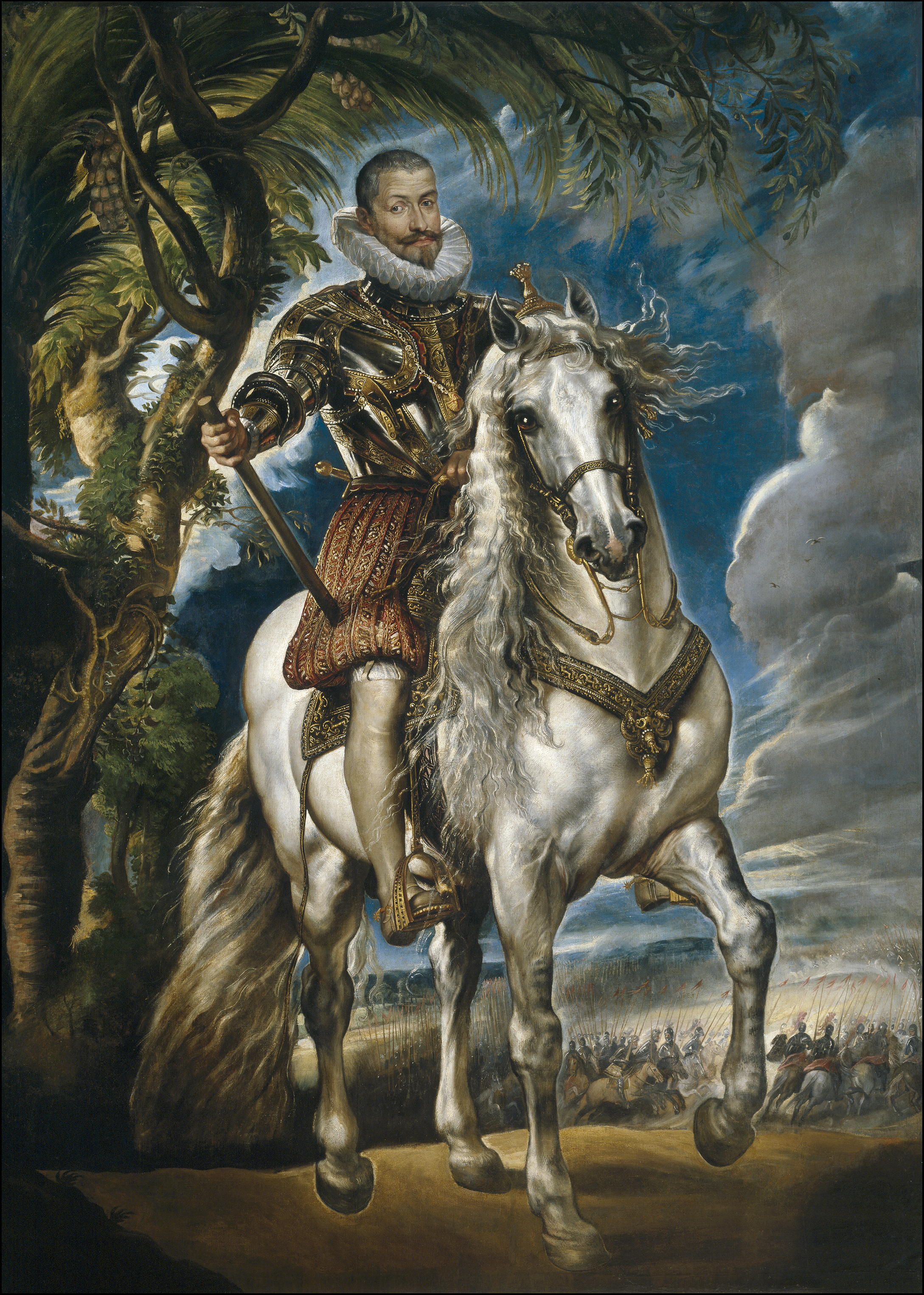
Lerma herceg lovasportréja (1603)

1600 és 1608 között itáliai tanulmányúton volt. Ekkor került Vincenzo Gonzaga mantovai herceg udvarába, ahol főleg nagy mesterek remekműveit másolta. Remekül beilleszkedett az udvar életébe, finom modorú, kellemes társalgó hírében állt. Nyolc évig élt Mantovában, s a herceg időnként megbízásokkal látta el. Így jutott el Rubens Rómába, ahol testvére, Philips, a humanista tudós élt. Itt megfestette a Santa Croce in Gerusalemme-templom háromrészes oltárát. 1603-ban egy követséggel Spanyolországba utazott, s ott készítette el első jelentős művét, Lerma herceg lovasportréját. A kép stílusa eltért a spanyol hagyományoktól, az itáliai reneszánsz lovasportrék voltak mintái, s elsők között ábrázolja a lovast szemközti rövidülésben. Visszatérése után Gonzaga herceg megbízására festette meg a mantovai jezsuita templom oltárképét. 1605 novemberében újra Rómába utazott, ahol elnyert egy igen fontos megbízást: az itáliai festőkkel szemben őt bízták meg a Santa Maria Vallicella-templom oltárképének elkészítésével. Így született meg a korai barokk egyik legjelentősebb alkotása, a Madonna szentekkel és angyalokkal.
1608 decemberében tért vissza Antwerpenbe, ahol már jól ismerték munkáit, így nagy megbecsüléssel fogadták. 1609-ben udvari festővé nevezték ki, s még ebben az évben feleségül vette Isabella Brantot, Jan Brant ügyvéd és humanista lányát. Ebből a házasságából három gyermek született, Clara Serena, Albert és Nikolas. Albert főherceg és Izabella főhercegnő mellett megbízásokat kapott Antwerpen hatóságaitól és módos polgáraitól is. A rengeteg megbízást nem tudta egyedül teljesíteni, így lassan kialakult műhelye. Munkatársai között ott volt idősebb Jan Brueghel, Anthony van Dyck, Jacob Jordaens, Frans Snyders.
A főhercegi pár egyik bizalmasaként nemcsak mint udvari festő működött, hanem gyakran kapott politikai, diplomáciai megbízatásokat is, így közelebbi kapcsolatba került Európa legfelső köreivel. 1621-ben Medici Mária francia királyné meghívására Párizsba érkezett, ahol a Luxembourg-palota számára festménysorozat készítését vállalta. Ez volt a híres Medici-sorozat, amely Medici Mária és IV. Henrik francia király életének fontosabb jeleneteit örökítette meg. A sorozat 1626-ra készült el. 

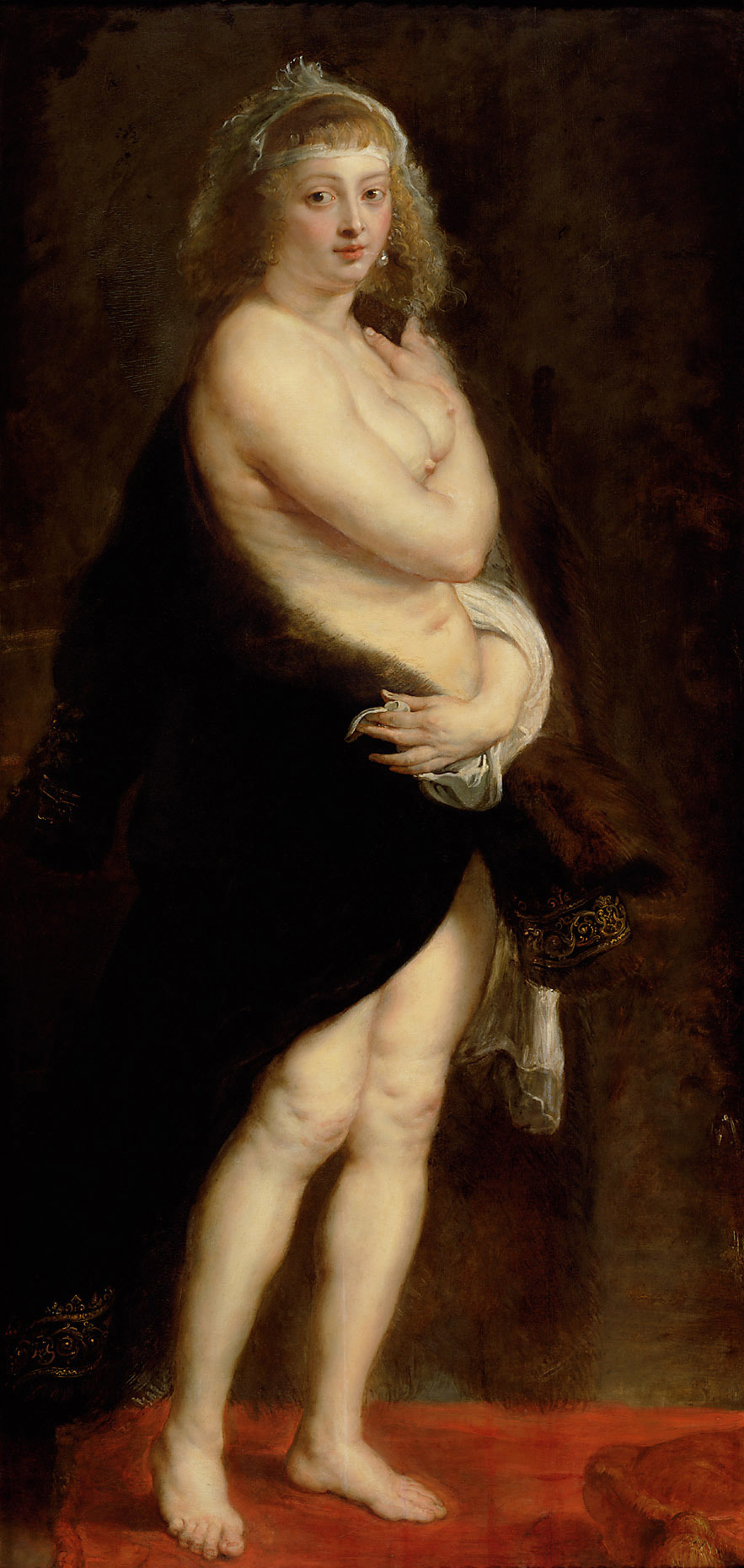
Bundácska (1638 körül)

Szeretve tisztelt felesége, Isabella Brant 1626-ban, hosszú betegség után elhunyt. Rubens hamarosan fontos diplomáciai feladatot kapott. I. Károly angol király Izabella főhercegnő közbenjárását kérte az angolok és a spanyolok közötti béke helyreállítására, s közvetítőnek Rubens látszott a legalkalmasabbnak. IV. Fülöp spanyol király eleinte hallani sem akart a polgári származású követről, de az 1628-ban Madridba érkezett művész elbűvölő lényével, kedvességével és kifogástalan udvari viselkedésével olyan hatást tett rá, hogy ellenérzése jóindulattá változott. Nemesi rangra emelte és Angliába már mint a németalföldi titkos tanácsának titkárát küldte. Ott I. Károly a sikeres küldetés elismeréseképpen lovaggá ütötte. 1630. november 15-én a két ország képviselői aláírták a békeszerződést.
Ebben az évben az 53 éves művész feleségül vette Isabella Brant unokahúgát, a 16 éves Hélène Fourment-t, aki ezentúl gyakran feltűnik képein. Róla festette legintimebb hangulatú képét, a Bundácskát. Ebből a házasságból öt gyermek született, Clara Johanna, Frans, Isabel Helène, Pieter Pauwel és Konstanza Albertina. Megvásárolt egy csendes vidéki kastélyt Steenben, és idejének legnagyobb részét ott töltötte családja körében. Ezekben az években felhagyott a nagyszabású vallási kompozíciók festésével, s elsősorban az életörömöt, a családi boldogságot örökítette meg. Ekkor festette nagyszerű tájképeit, amelyekről boldogság, elégedettség árad. Életének utolsó hónapjait megkeserítette súlyos köszvénye. Amikor 1640. május 30-án meghalt, Antwerpen a festőfejedelmet megillető végtisztességgel búcsúztatta, s a Szent Jakab-templom főoltára alatti kriptában helyezték örök nyugalomra. Utolsó gyermeke, Konstanza Albertina, Rubens halála után nyolc hónappal született.

## Művészete

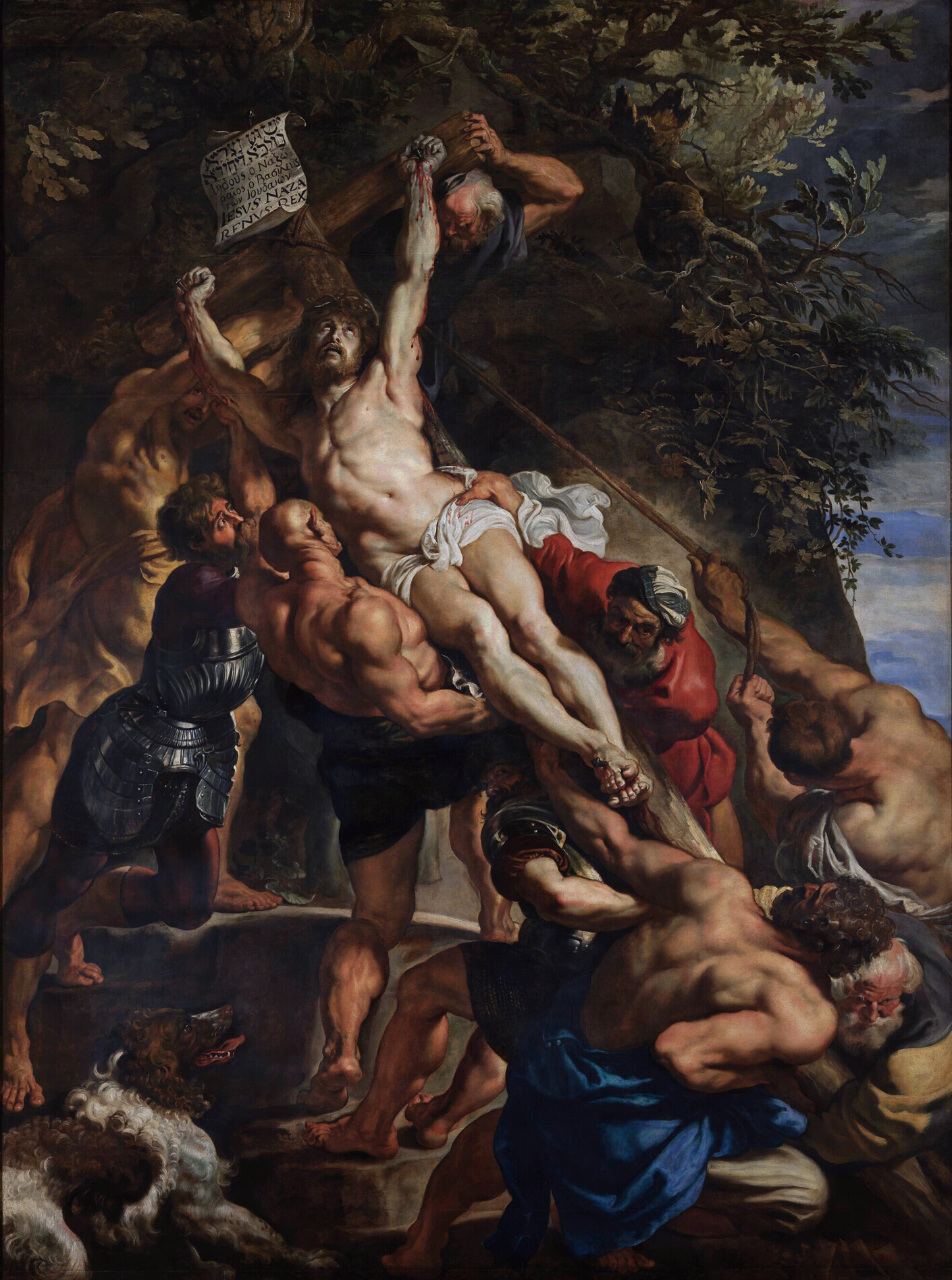
A kereszt felállítása (1609)

Rubens művészete négy, jól körülhatárolható szakaszra bontható. Az első az itáliai út előtti időszak, amikor az ifjú mester képei teljes egészében a flamand festészet hatását tükrözik, még nem találta meg egyéni hangját.
A második korszak egybeesik az itáliai és a spanyolországi utazásokkal. Amikor 1600-ban Itáliába utazott, szinte azonnal bekerült a mantovai herceg csillogó, művészekkel és műremekekkel zsúfolt udvarába, ahol megismerkedik a legjelentősebb olasz festők műveivel, amelyek a későbbiekben hatással lesznek rá. Gonzaga nem becsülte eléggé a képességeit, eleinte híres festmények másolásával bízta meg, de Rubens ezt zokszó nélkül végezte el, és miközben szorgalmasan másolt, sokat tanult. Rómában azonnal megismerte a legfrissebb festészeti irányvonalat, amelyet igyekszik műveiben követni. Legjelentősebb korai műve ebből az időszakból a Santa Croce in Gerusalemme bazilika (Róma) oltárképe, amelynek három festménye, A Szent Kereszt megtalálása, a Töviskoronázás és A Szent Kereszt fölállítása erősen Jacopo Bassano hatását tükrözi, de már felfedezhető benne Rubens művészetének egyik legfőbb megkülönböztető jele, a monumentális kifejezőerő.
Spanyolországi utazása után helyzete kissé megváltozott a mantovai udvarban, a herceg immár három önálló kép festésével is megbízta. Ezek közül az egyiket, A Gonzaga-család imádja a Szentháromságot címűt Napóleon katonái feldarabolták, s a töredékeket ma Európa különböző múzeumai őrzik. Ezen a képen a velencei iskola hatása érezhető. Emellett festett a kor kívánalmainak megfelelő portrékat, amelyeket sokáig tanítványának, van Dycknak tulajdonítottak. Római utazása alatt nem utolsósorban flamand kapcsolatainak köszönhetően kapta meg a Santa Maria Vallicella-templom megbízását. A kép első változatát elutasították, valószínűleg a megrendelők inkább egy Caravaggio modorában festett képet kívántak. A Madonna szentekkel és angyalokkal végső változatát fiatalos lendület, tetterő jellemzi, ragyogó színei a barokk képzelet és életöröm hirdetői. Itáliai tartózkodása alatti utolsó fontos megbízatása a fermói San Filippo Neri-templom számára megfestette a Pásztorok imádását, amelyen Bassano színeit és világítását helyezte teljesen új egységbe, s alkotott teljesen egyénit. 

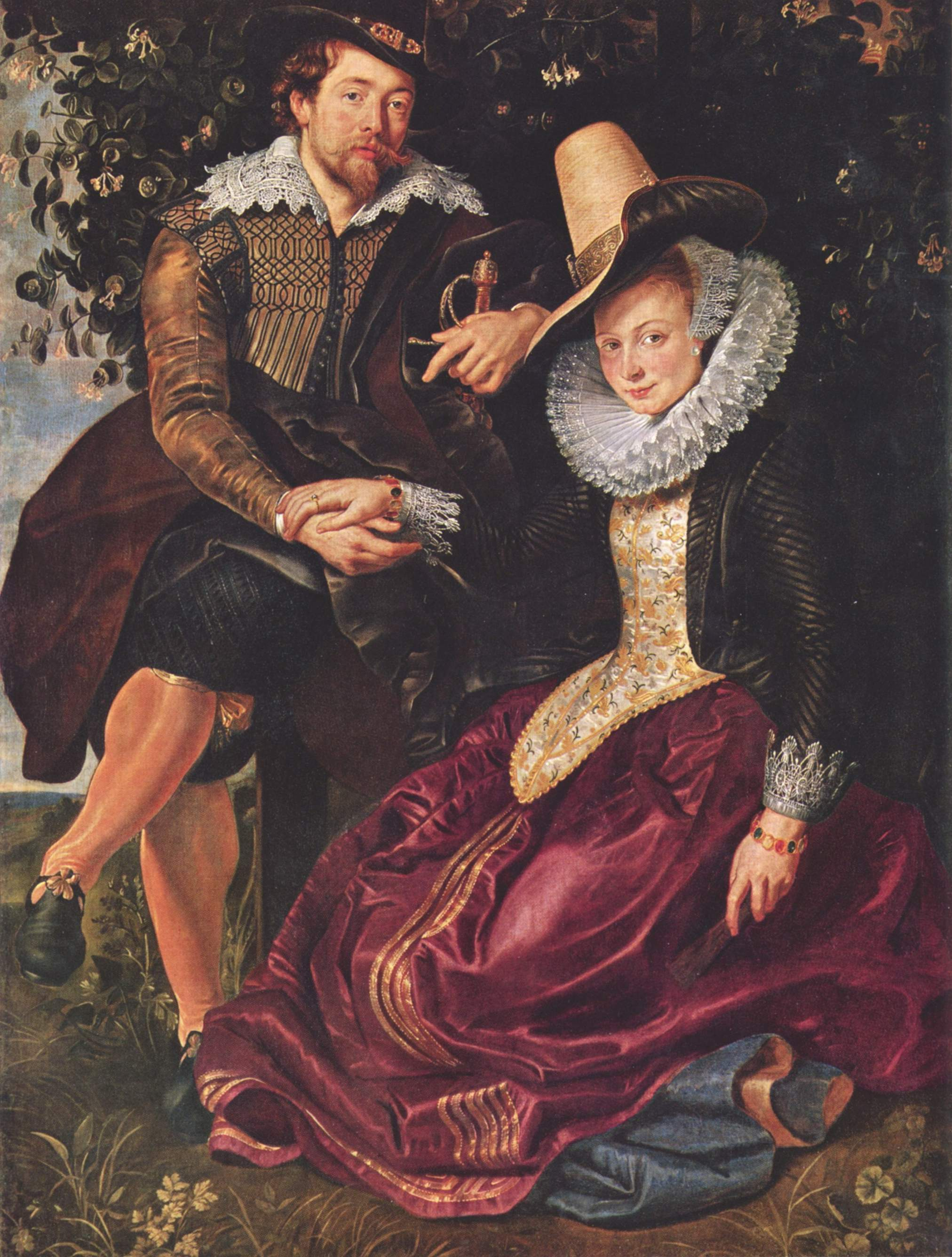
Rubens és Isabella Brant kettős arcképe (1609)

A következő korszak Antwerpenbe való visszatérésétől stílusának végleges kialakulásáig eltelt időszak. Visszaérkezése után röviddel megkapta a megrendelést a Szent Valburga-templom oltárképére, A kereszt felállítása címűre, amely ma a székesegyházban látható. A kép magán viseli a barokk összes jegyét, határozott vonalvezetés és az erő látványos kifejezése jellemzi. A színek velencei hatásról árulkodnak, az alakok testhelyzete Michelangelót idézi. Ebben az időszakban készült egyik leghíresebb önarcképe, amelyen feleségével, Isabella Branttal szerepel. A festmény Rubenstől szokatlan tartózkodással ábrázolja a nyugodt és kényelmes polgári lét eszményét és a pár eleganciáját, meghitt derűjét, összetartozását.
Ennek az időszaknak a képeit a lendület és az erő jellemzi, színei finoman olvadnak egymásba. Olyan műremekek születnek ekkor, mint a Vénusz a tükör előtt és a Krokodil- és vízilóvadászat, híres vadászjeleneteinek egyike. A korszak végén született egyik legjelentősebb, legismertebb műve, a Leukipposz lányainak elrablása. Bár erősen emlékeztet az olasz mesterek képeire, tagadhatatlanul flamand életerő sugárzik belőle. A kavargó alakokat, színeket, fényeket Rubens monumentális, örvénylő mozgásban fogja össze.
Művészetének utolsó korszaka az 1620-tól haláláig eltelt időszakra tehető. 1621-ben kapta meg azt a megbízatást, amely egész életművét megkoronázta, a tizenkilenc képből álló Medici-sorozatra. Az 1621-ben kezdett és 1626-ra elkészült festményciklus képein a királyi pár szinte istenként dicsőül meg. A Medici Mária életének jelenetei tele vannak allegorikus, mitológiai utalásokkal és keresztény szimbólumokkal. A IV. Henrik életéről szóló képek kevesebb utalást tartalmaznak, könnyebben érthetőek, mozgalmasabbak, modernebbek. Ekkoriban festette híres Királyok imádása című képét, amely az ellenreformáció ihletéséből fakadt. A célja, hogy a képet meglátva a templomba lépőnek a lélegzete is elálljon. Rubens vallásos képeinek igazán a templomok adnak méltó keretet.

A három Grácia (1636–1638)

Második feleségét sok képen megörökítette, s ezek a festmények különleges helyet foglalnak el életművében. A legismertebbek Hélène Fourment-t gyermekei körében ábrázolják. Ezek a művek és a sógornőjéről készült A szalmakalap című mű gyöngéd meghittsége éles ellentétben áll az előkelő megrendelőkről készített portrék méltóságteljes merevségével. A női aktokat ábrázoló festményeinek esszenciáját adja A három Grácia című műve, amelyen mindkét feleségének portréja felismerhető, balra Hélène Fourment, jobbra Isabella Brant látható, akik a kor szépségeszményét testesítik meg. A képet, állítólag a belőle áradó túlzott érzékiség miatt, Hélène Fourment többször is meg akarta semmisíteni.
Élete vége felé, vidéki kastélyába húzódva egyre több tájképet festett. Ezeken a műveken a természeti táj szépségét ragadja meg sallangok, utalások nélkül. Utolsó képeinek egyike a Steeni park, amely kastélyának parkját ábrázolja, de művéből hiányzik a korábbi életöröm, lendület és erő. A festmény szomorúságot, nyugtalanságot, lemondást sugall, Rubens művészi végrendeletének tekintik, amelyben szakított a barokk ragyogásával. De életműve túlmutat korán: belőle sarjadt ki a rokokó, s olyan klasszicista festők műveiben érezhető hatása, mint Eugène Delacroix.

## Híres művei
- Férfiportré, 1597, New York, Metropolitan Museum of Art
- Lerma hercegének lovasportéja, 1603, Madrid, Museo del Prado
- Madonna a szentekkel és angyalokkal, 1608, Róma, Santa Maria Vallicella-templom
- Szent György és a sárkány, 1606–07, Madrid, Museo del Prado
- Rubens és Isabella Brandt kettős portréja, 1609–10, München, Alte Pinakothek
- A négy filozófus, 1611, Firenze, Galleria Pitti
- A kereszt felállítása, 1612, Antwerpeni székesegyház
- Keresztlevétel, 1612, Antwerpeni székesegyház
- Dániel az oroszlánok barlangjában, 1613, Washington, National Gallery of Art
- Seneca halála, 1615, Madrid, Museo del Prado
- Vénusz a tükör előtt, 1615, Vaduz, Sammlung Fürst von Liechtenstein
- Krokodil- és vízilóvadászat, 1615–16, München, Alte Pinakothek
- Háromkirályok imádása, 1617–18, Lyon, Musée des Beaux-Arts
- Krisztus és Mária Magdolna, 1618, München, Alte Pinakothek
- Leukipposz lányainak elrablása, 1618, München, Alte Pinakothek
- Perszeusz kiszabadítja Andromédát, 1620-as évek eleje, Szentpétervár, Ermitázs
- A kereszt felállítása, 1620–21, Párizs, Musée du Louvre
- Medici Mária arcképe, 1622, Madrid, Museo del Prado
- A Medici-sorozat képei 1621–1626. Párizs, Louvre
- Vénusz és Adonisz, New York, Metropolitan Museum of Art
- The Maid of Honor to the Infanta Isabella, 1620-as évek közepe, Szentpétervár, Ermitázs
- A szalmakalap, 1625 körül, London, National Gallery
- Isabella Brandt, 1625–26, Firenze, Galleria degli Uffizi
- Önarckép, 1628, Firenze, Galleria degli Uffizi
- Deborah Kip és gyermekei, 1629–40 között, Washtington D.C., National Gallery of Art
- A szerelem kertje, 1630, Madrid, Museo del Prado
- Angelica és a remete, 1630-as évek eleje, Bécs, Kunsthistorisches Museum
- A St. Ildefonso-oltár 1630–1632, Bécs, Kunsthistorisches Museum
- Krisztus és Szent János angyalokkal, Anglia, Wiltshire, Wilton House
- Tájkép szivárvánnyal, 1630-as évek eleje, Szentpétervár, Ermitázs
- Rubens feleségével, Hélène Fourment-nel és fiával, Peter Paullal, 1635 körül, New York, Metropolitan Museum of Art
- Bundácska (Hélène Fourment), 1635 után, Bécs, Kunsthistorisches Museum
- Páris ítélete, 1635–38, Washtington D.C., National Gallery of Art
- Hélène Fourment és gyermekei, Claire-Jeanne és François, 1636–37, Párizs, Musée du Louvre
- A három Grácia, 1636–38, Madrid, Museo del Prado
- Bacchus, 1638–40, Szentpétervár, Ermitázs
- Ganümédesz elrablása, Madrid, Museo del Prado
- Landscape with a Watering Place, Párizs, Musée du Louvre
- Paraszttánc, Madrid, Museo del Prado
- Paris ítélete, 1639, Madrid, Museo del Prado
- Vidéki esküvő, 1640, Párizs, Musée du Louvre